# Phyllonorycter gozmanyi
Phyllonorycter gozmanyi là một loài bướm đêm thuộc họ Gracillariidae. Nó được tìm thấy ở Cameroon.
Chiều dài cánh trước là about 3.1 mm đối với con đực và 2.9-3.3 mm đối với con cái.

## Etymology
The name of this species is derived from the family name of the late Hungarian lepidopterist Laszlo Antal Gozmany who celebrated his 85th anniversary năm 2006. He studied African Tineidae, among several other groups of Lepidoptera.